# لی یوچوئن
لی یوچوئن (چینی: 李宇春؛ زادهٔ ۱۰ مارس ۱۹۸۴) خواننده، بازیگر و ترانه‌سرا اهل چین است.
از فیلم‌ها یا برنامه‌های تلویزیونی که وی در آن نقش داشته است، می‌توان به پرواز شمشیرهای دروازه اژدها و محافظان و آدمکش‌ها اشاره کرد.